# Blohm & Voss Ha 137
Blohm & Voss Ha 137 là một loại máy bay cường kích của Đức trong thập niên 1930.

## Tính năng kỹ chiến thuật (Ha 137 V4)
Dữ liệu lấy từ 
Đặc tính tổng quan
- Kíp lái: 1
- Chiều dài: 9,45 m (31 ft 0 in)
- Sải cánh: 11,15 m (36 ft 7 in)
- Chiều cao: 2,8 m (9 ft 2 in)
- Diện tích cánh: 23,5 m2 (253 foot vuông)
- Trọng lượng rỗng: 1.814 kg (3.999 lb)
- Trọng lượng có tải: 2.415 kg (5.324 lb)
- Động cơ: 1 × Junkers Jumo 210Aa , 440 kW (590 hp)  khi cất cánh

455 kW (610 hp) ở độ cao 2,600 m (9 ft)
- Cánh quạt: 3-lá metal propeller

Hiệu suất bay
- Vận tốc cực đại: 297 km/h (185 mph; 160 kn) trên độ cao 2,000 m (7 ft)
- Vận tốc hành trình: 290 km/h (180 mph; 157 kn) trên độ cao 2,000 m (7 ft)
- Tầm bay: 575 km (357 mi; 310 nmi)
- Trần bay: 7.000 m (22.966 ft)
- Vận tốc lên cao: 8,33 m/s (1.640 ft/min)
- Thời gian lên độ cao: 2,000 m (7 ft) (không có tải trọng phụ) trong 4 phút

4,000 m (13 ft) (không có tải trọng phụ) trong 9 phút
Vũ khí trang bị

- Súng:
- 2 x Súng máy MG 17 7,92 mm (0,312 in)
- 2 × Súng máy MG 17 7,92 mm (0,312 in) hoặc 2 × pháo MG FF 20 mm (0,787 in)
- Bom:
- 4 × quả bom SC50 50 kg (110,2 lb)